# Helvetoglobotruncana
Helvetoglobotruncana es un género de foraminífero planctónico de la subfamilia Helvetoglobotruncaninae, de la familia Hedbergellidae, de la superfamilia Rotaliporoidea, del suborden Globigerinina y del orden Globigerinida. Su especie tipo es Globotruncana helvetica. Su rango cronoestratigráfico abarca desde el Cenomaniense superior hasta el Coniaciense inferior (Cretácico superior).

## Descripción
Helvetoglobotruncana incluía especies con conchas trocoespiraladas, de forma planoconvexa; sus cámaras eran hemiesféricas, seleniformes a rectangulares en el lado espiral y de aspecto globular en el lado umbilical; sus suturas intercamerales eran rectas e incididas en el lado umbilical, y curvas, elevadas y pustulosas en el lado espiral (carena circumcameral); su contorno era subpoligonal y lobulado; su periferia era aguda, con una carena pustulosa (muricocarena); su ombligo era amplio, ocupando un tercio o un cuarto del diámetro de la concha; su abertura era interiomarginal, umbilical-extraumbilical, en forma de arco bajo, y protegida con un pórtico; los pórticos de las aberturas de las cámaras precedentes dejan pórticos relictos en el área umbilical, pero nunca llegan a fusionarse para formar una tegilla; presentaba pared calcítica hialina, macroperforada con baja o alta densidad de poros, con la superficie pustulada o papilada, sobre todo en las primeras cámaras.

## Discusión
Antiguamente se consideraba Helvetoglobotruncana un sinónimo subjetivo posterior de Globotruncana. El género Helvetoglobotruncana fue inicialmente introducido como un nombre informal, y esta primera propuesta tuvo que ser considerada como nomen nudum e invalidado según los Art. 11 y 16 del ICZN. Clasificaciones posteriores han incluido Helvetoglobotruncana en la familia Globotruncanellidae y en superfamilia Globigerinoidea. Otras clasificaciones lo han incluido en la subfamilia Marginotruncaninae de la familia Marginotruncanidae.

## Paleoecología
Helvetoglobotruncana incluía especies con un modo de vida planctónico, de distribución latitudinal cosmopolita, preferentemente tropical-subtropical, y habitantes pelágicos de aguas intermedias y profundas (medio mesopelágico superior a batipelágico superior).

## Clasificación
Helvetoglobotruncana incluye a las siguientes especies:
- Helvetoglobotruncana alexanderi †
- Helvetoglobotruncana subdigitata †

Otras especies consideradas en Helvetoglobotruncana son:
- Helvetoglobotruncana stephani †, de posición genérica incierta
- Helvetoglobotruncana watersi †, de posición genérica incierta